# Simon Enzler (Fussballspieler)
Simon Stefan Enzler (* 16. Oktober 1997 in Zug) ist ein Schweizer Fussballtorhüter.

## Karriere

### Vereine
Simon Enzler verbrachte seine Juniorenzeit in den Vereinen FC Aegeri und Zug 94. Im Juli 2012 wechselte er in die Jugendmannschaft des FC Luzern. Im März 2015 spielte er erstmals für die zweite Mannschaft des FC Luzern in der viertklassigen 1. Liga. Bis Saisonende kam er zu vier Einsätzen in der vierthöchsten Schweizer Spielklasse. In der folgenden Spielzeit 2015/16 kam der Torhüter zu 19 Ligapartien für die Reserve des FCL. 2016/17 absolvierte er 23 Ligaspiele für die zweite Mannschaft. Das Team spielte bis zum Schluss um den Aufstieg in die Promotion League, schied jedoch in der ersten Runde der anschliessenden Aufstiegsspiele gegen den Lancy FC aus. Im Juli 2017 unterschrieb Enzler seinen ersten Profivertrag beim FC Luzern. In der nächsten Saison kam er jedoch weiterhin für die zweite Mannschaft zum Einsatz und stand bis Saisonende 21-mal in der 1. Liga im Tor.
Im Sommer 2018 wurde er an den Zweitligisten SC Kriens ausgeliehen. Nachdem er zunächst Ersatztorhüter hinter Sebastian Osigwe gewesen war, fungierte er ab Herbst 2018 als Stammtorhüter und absolvierte bis Saisonende 24 Partien für Kriens in der Challenge League. Im Sommer 2019 kehrte er zum FC Luzern zurück. Enzler bestritt drei Spiele für die Reserve in der 1. Liga, bevor die Viertligaspielzeit aufgrund der COVID-19-Pandemie vorzeitig beendet wurde. Am 3. August 2020, dem 36. Spieltag, gab er beim 0:0 gegen den FC Basel schliesslich sein Debüt für die erste Mannschaft in der erstklassigen Super League. Im Sommer 2020 schloss er sich auf Leihbasis dem Zweitligisten FC Aarau an. Bis Saisonende bestritt er sämtliche 36 Spiele seiner Mannschaft in der Challenge League. Anschliessend wurde er vom FC Aarau fest verpflichtet. Im Oktober 2021 stellte Enzler einen neuen Klubrekord auf, indem er 557 Minuten ohne Gegentor blieb und damit Vereinslegende Andreas Hilfiker ablöste.
2023 wechselte er zum FC Schaffhausen.

### Nationalmannschaften
Enzler durchlief von 2012 bis 2016 vier Schweizer U-Nationalmannschaften.